# Дербін (Західна Вірджинія)
Дербін (англ. Durbin) — місто (англ. town) в США, в окрузі Покахонтас штату Західна Вірджинія. Населення — 231 особа (2020).

## Географія
Дербін розташований за координатами 38°32′50″ пн. ш. 79°49′40″ зх. д. / 38.54722° пн. ш. 79.82778° зх. д. (38.547126, -79.827822).  За даними Бюро перепису населення США в 2010 році місто мало площу 1,48 км², уся площа — суходіл.

## Демографія
Згідно з переписом 2010 року, у місті мешкали 293 особи в 124 домогосподарствах у складі 78 родин. Густота населення становила 198 осіб/км².  Було 174 помешкання (117/км²).
Расовий склад населення:
| - 96,9 % — білих - 0,3 % — корінних американців - 2,0 % — осіб інших рас |

До двох чи більше рас належало 0,7 %. Частка іспаномовних становила 3,8 % від усіх жителів.
За віковим діапазоном населення розподілялося таким чином: 20,8 % — особи молодші 18 років, 57,7 % — особи у віці 18—64 років, 21,5 % — особи у віці 65 років та старші. Медіана віку мешканця становила 45,1 року. На 100 осіб жіночої статі у місті припадало 100,7 чоловіків;  на 100 жінок у віці від 18 років та старших — 98,3 чоловіків також старших 18 років.
Середній дохід на одне домашнє господарство  становив 40 306 доларів США (медіана — 31 477), а середній дохід на одну сім'ю — 48 660 доларів (медіана — 33 750). За межею бідності перебувало 32,1 % осіб, у тому числі 50,0 % дітей у віці до 18 років та 22,6 % осіб у віці 65 років та старших.
Цивільне працевлаштоване населення становило 122 особи. Основні галузі зайнятості: освіта, охорона здоров'я та соціальна допомога — 28,7 %, виробництво — 23,0 %, мистецтво, розваги та відпочинок — 17,2 %.